# 寬身白舌蛭
寬身白舌蛭（学名：Alboglosiphonia lata）为舌蛭科白舌蛭屬下的一个种。